# Generale für den Frieden
Generale für den Frieden war eine 1980/1981 gegründete Organisation, in der sich ehemalige NATO-Generale zusammengeschlossen hatten.
Organisiert wurde die Gruppe von dem als „Geschäftsführer“ tätigen Agenten des Ministeriums für Staatssicherheit (MfS) der DDR, Gerhard Kade, der als Hochschullehrer an der Technischen Hochschule Darmstadt tätig war und unter dem Decknamen „Super“ zugleich als inoffizieller Mitarbeiter für das MfS zätig war. Westmitarbeiter der Staatssicherheit hatten die Aufgabe, der Friedensbewegung einen antiamerikanischen Einschlag zu geben und die Meinung zu verbreiten, US-amerikanische Raketen gefährdeten den Weltfrieden, während sowjetische Raketen diesem dienten. Ermittlungen der Bundesanwaltschaft ergaben 1993, dass die Gründung der Gruppe auf eine Initiative der Hauptverwaltung A der Staatssicherheit zurückging.
Die Idee zur Gründung der Organisation kam ursprünglich vom sowjetischen Geheimdienst KGB und der DDR-Staatssicherheit. Kade arbeitete auch für den KGB unter dem Tarnnamen „Robust“.
Der DDR-Geheimdienst sammelte Daten und erstellte Reden und Vorträge für die Generale, die zum Teil später wörtlich gehalten wurden.
Jährlich wurde die Organisation von der MfS mit 100.000 DM unterstützt. Diese wurden laut dem Chef der Hauptverwaltung A des MfS, Markus Wolf, in Form einer Spende durch das Institut für Internationale Politik und Wirtschaft (IPW) ausgezahlt. Wolf sagte außerdem aus, dass man in den Erklärungen der Gruppe den Einfluss wiedererkenne, den die Staatssicherheit über Kade ausgeübt habe. Der Verlag Pahl-Rugenstein, in dem das Buch Generale für den Frieden erschien, wurde ebenfalls von der DDR finanziert. Am 24. März 1986 sah Gert Bastian in Ost-Berlin zusammen mit drei anderen Generalen, darunter der niederländische General Michiel von Meyenfeldt, eine Vorfassung des Films „Die Generale“ der SED-Propagandafilmer Walter Heynowski und Gerhard Scheumann, dessen Endfassung am 25. September 1986 in Anwesenheit von Erich Honecker und weiteren Mitgliedern des SED-Politbüros uraufgeführt wurde.
Mitglieder der Gruppe waren (Stand September 1986) die ehemaligen NATO-Militärs:
- General Michiel H. von Meyenfeldt (Niederlande – Vorsitzender)
- Generalmajor Gert Bastian (Bundesrepublik Deutschland)
- General Johan Christie (Norwegen)
- Marschall Francisco da Costa Gomes (Portugal)
- General Michael Harbottle (Großbritannien)
- General Leonard V. Johnsen (Kanada)
- General Georgios Koumanakos (Griechenland)
- General Joao Rangel de Lima (Portugal)
- General Alis Mackie (Großbritannien)
- General Nino Pasti (Italien)
- Admiral Miltiades Papathanassiou (Griechenland)
- Admiral Antoine Sanguinetti (Frankreich)
- General Michalis Tombopoulos (Griechenland)
- General Günter Vollmer (Bundesrepublik Deutschland)
- Admiral John Marshall Lee (USA)